# Tom Kitt
Thomas Robert Kitt, detto Tom (Oceanside, 28 febbraio 1974), è un compositore e direttore d'orchestra statunitense, vincitore del Premio Pulitzer nel 2009.

## Biografia
Ha studiato economia alla Columbia University prima di debuttare a Broadway nel 2002 come direttore d'orchestra del musical Debbie Does Dallas: The Musical. Nel 2006 scrisse la colonna sonora del suo primo musical, High Fidelity, un adattamento del romanzo di Nick Hornby Alta fedeltà.
Nel 2009 ha raggiunto il successo con il musical Next to Normal, per cui ha vinto il Premio Pulitzer per la drammaturgia, il Tony Award alla migliore colonna sonora originale e quello per le migliori orchestrazioni. Nel 2010 ha scritto le orchestrazioni per il musical dei Green Day American Idiot, per cui è stato candidato al Drama Desk Award.
Nel 2011 ha collaborato con Lin-Manuel Miranda per il musical Bring It On, mentre nel 2013 ha composto la colonna sonora per il musical di Broadway If/Then, con Idina Menzel. Nel 2016 ha scritto un adattamento musicale del film Quel pazzo venerdì e ha scritto due canzoni originali per il film TV Grease: Live. Nel 2020 ha curato le orchestrazioni per il musical di Broadway Jagged Little Pill, che gli è valsa una candidatura al Tony Award e la vincita del Grammy Award al miglior album di un musical teatrale. Nel 2022 e 2023 è nuovamente candidato al Tony Award alla migliore colonna sonora originale, rispettivamente per Flying Over Sunset e Almost Famous. Nel 2024 è stato candidato al Tony Award per le migliori orchestrazioni per Hell's Kitchen.
Kitt è sposato con Rita Pietropinto dal 2000 e la coppia ha tre figli.